# Opuwo
Opuwo – miasto w Namibii, stolica regionu Kunene. Populacja miasta wynosi 5101 mieszkańców.